# Nomada leucophthalma
Nomada leucophthalma ist eine Bienen-Art aus der Familie der Apidae. Der Artname erscheint häufig in der Falschschreibweise leucophtalma.

## Merkmale
Die Bienen haben eine Körperlänge von acht bis zwölf (Weibchen) beziehungsweise acht bis elf Millimetern (Männchen). Der Kopf und Thorax der Weibchen ist schwarz und ist rot gezeichnet. Die Tergite sind basal schwarz, die Scheiben sind teilweise rot mit großen gelben Flecken oder Binden. Die Hinterränder sind verdunkelt. Das Labrum, die Wangen, der Vorderrand der Stirnplatte (Clypeus) und ein Fleck oberhalb der Augen ist rot, Ersteres hat mittig ein Zähnchen. Das dritte Fühlerglied ist kürzer als das vierte. Das Schildchen (Scutellum) hat bei vielen Individuen einen großen roten Fleck. Die Schenkel (Femora) der ersten beiden Beinpaare sind unten lang, dunkel, locker beborstet. Die Schienen (Tibien) der Hinterbeine haben am Ende mehrere lange, kleine Dornen. Der Kopf und Thorax der Männchen ist schwarz mit gelber bis gelbbrauner Zeichnung. Die Tergite sind basal schwarz, ihre Scheibe ist mehr oder weniger rot mit gelben Flecken oder Binden und die Hinterränder sind dunkel rotbraun. Das dritte Fühlerglied ist ungefähr halb so lang wie das vierte. Die Schenkel der ersten beiden Beinpaare sind unten lang, weiß behaart, die Schenkel der Hinterbeine sind es etwas kürzer. Die Schienen der Hinterbeine sind am Ende stumpf und tragen lange, blasse, kleine Dornen.

## Vorkommen und Lebensweise
Die Art ist in Nord- und Mitteleuropa verbreitet. Die Tiere fliegen von Ende März bis Mitte Juni. Sie parasitieren in den Nestern von Andrena apicatae, Andrena clarkella und Andrena nycthemera.

## Belege
Felix Amiet, M. Herrmann, A. Müller, R. Neumeyer: Fauna Helvetica 20: Apidae 5. Centre Suisse de Cartographie de la Faune, 2007, ISBN 978-2-88414-032-4.
- William Kirby: Monographia apum Angliæ; or, An attempt to divide into their natural genera and families, such species of the Linnean genus Apis as have been discovered in England; with descriptions and observations. To which are prefixed some introductory remarks upon the class Hymenoptera, and a synoptical table of the nomenclature of the external parts of these insects. Vol.2, Ipswich 1802 (Beschreibung von Apis leucophthalma auf S. 197)